# Quinta Lilia
Quinta Lilia är en ort i Mexiko.   Den ligger i kommunen Xicotepec och delstaten Puebla, i den sydöstra delen av landet, 170 km nordost om huvudstaden Mexico City. Quinta Lilia ligger 257 meter över havet och antalet invånare är 174.
Terrängen runt Quinta Lilia är huvudsakligen kuperad. Quinta Lilia ligger nere i en dal. Runt Quinta Lilia är det tätbefolkat, med 297 invånare per kvadratkilometer. Närmaste större samhälle är Xicotepec de Juárez, 15,4 km sydväst om Quinta Lilia. I omgivningarna runt Quinta Lilia växer huvudsakligen savannskog.